# MTV Video Music Awards Japan 2005
Die MTV Video Music Awards Japan 2005 wurden am 29. Mai 2005 in der Tokyo Bay NK Hall, Urayasu, Präfektur Chiba verliehen. Die Moderation übernahmen Takashi Fujii & Megumi. Es handelte sich um die vierte Verleihung der MTV Video Music Awards Japan.

## Auftritte
- Ashanti
- Crystal Kay
- Gorie
- Hoobastank
- Jamiroquai
- Ken Hirai
- Mariah Carey
- Namie Amuro
- Orange Range
- Rain

## Gewinner und Nominierte
| Video of the Year | Best Male Video |
| --- | --- |
| Orange Range – Hana - Namie Amuro – Girl Talk - Destiny’s Child – Lose My Breath - Eminem – Just Lose It - Usher featuring Lil' Jon and Ludacris – Yeah!                                                                              | Ken Hirai – Hitomi o Tojite - Kreva – Hitori Janai No Yo - Tamio Okuda – Nanto Iu - Usher featuring Lil' Jon and Ludacris – Yeah! - Kanye West – Jesus Walks |
| Best Female Video | Best Group Video |
| Mika Nakashima – Sakurairo Mau Koro - Ayumi Hamasaki – Inspire - Avril Lavigne – My Happy Ending - Jennifer Lopez – Get Right - Hikaru Utada – Easy Breezy                                                                            | Linkin Park – Breaking the Habit - Asian Kung-Fu Generation – Kimi no Machi Made - Destiny’s Child – Lose My Breath - Exile – Carry On - Orange Range – Locolotion |
| Best New Artist | Best Rock |
| Sambomaster – Utsukushiki Ningen no Hibi - Ciara featuring Petey Pablo – Goodies - Franz Ferdinand – Take Me Out - Nobodyknows – Kokoro Odoru - Ashlee Simpson – Pieces of Me                                                         | Hoobastank – The Reason - Asian Kung-Fu Generation – Kimi no Machi Made - Good Charlotte – Predictable - Linkin Park – Breaking the Habit - Sambomaster – Utsukushiki Ningen no Hibi |
| Best Pop Video | Best R&B Video |
| Ketsumeishi – Kimi ni Bump - Blue – Curtain Falls - Exile – Carry On - Gwen Stefani – What You Waiting For? - Yuki – Joy | Namie Amuro – Girl Talk - AI – E.O. - Crystal Kay – Kiss - Alicia Keys – If I Ain’t Got You - Usher – Burn |
| Best Hip-Hop Video | Best Video from a Film |
| Beastie Boys – Ch-Check It Out - The Black Eyed Peas – Let’s Get It Started - Kreva featuring Mummy-D – Funky Glamorous - Nitro Microphone Underground – Still Shinin - Kanye West – Jesus Walks                                      | Ken Hirai – Hitomi o Tojite (aus Sekai no chûshin de, ai o sakebu) - Christina Aguilera featuring Missy Elliott – Car Wash (aus Große Haie – Kleine Fische) - Ray Charles – What’d I Say (aus Ray) - Ana Johnsson – We Are (from Spider-Man 2) - Orange Range – Hana (aus Ima, ai ni yukimasu) |
| Best Collaboration | Best Buzz Asia: Japan |
| Jay-Z/Linkin Park – Numb/Encore - AI featuring Afra + Tucker – Watch Out! - Kiyoshiro Imawano featuring Rhymester – Ame Agarino Yozora Ni 35 - Snoop Dogg featuring Pharrell – Drop It Like It’s Hot - Usher and Alicia Keys – My Boo | Orange Range – Locolotion - Exile – Real World - Gospellers – Mimoza - Tokyo Jihen – Gunjō Biyori - Yuki – Joy |
| Best Buzz Asia: Südkorea | Best Buzz Asia: Taiwan |
| Rain – It's Raining - Tony An – Love Is More Beautiful When You Can't Have IT - g.o.d – An Ordinary Day - Jang Nara – Winter Diary - Tim – Thank You                                                                                  | Stefanie Sun – Running - Stanley Huang – Who am I to You - Fish Liang – Can’t Hear It - S. H. E – Persian Cat - Jolin Tsai – Pirates |

### Special Awards
Best Director
- Yasuo Inoue

Best Special Effects
- Gagle – Rap Wonder DX

Best Style
- Ashanti

Most Entertaining Video
- Gorie with Jasmine Ann Allen and Yamasaki Joann Shikou – Micky

International Video Icon Award
- Mariah Carey

Most Impressive Performing Asian Artist
- Namie Amuro